# 서울 흥천사 만세루 제석천도
흥천사 만세루 제석천도(興天寺 萬歲樓 帝釋天圖)는 대한민국 서울특별시 성북구 소재 흥천사에 있는 조선 시대의 제석천도이다. 2017년 6월 8일 서울특별시의 유형문화재 제411호로 지정되었다.

## 지정 사유
제석천을 중심으로 천부세계를 표현한 비교적 간단한 구성의 신중도로, 화면 중앙에 제석천을 중심으로 좌우대칭을 이루며 천부중과 여신 등 권속들이 배치되어 있다.
화면 하단 중앙에 화기가 있으며, 조성연대, 봉안처, 화승, 시주자 등을 기록하였다. 광서 16년인 1890년 도편수 ‘긍조(亘照)’가 책임화승을 맡고 ‘정익’과 ‘성전’이 참여하였다.
조성연대와 봉안사찰, 조성화원 등이 명확하며, 19세기 후반 한성부과 경기도 지역의 제석천 중심의 신중도 도상을 보여주는 자료로 서울시 유형문화재로 지정하는 바이다.

## 조사 보고서
가로와 세로의 크기가 거의 비슷한 규모로 제석천을 중심으로 天部世界의 여러 신들을 그린 비교적 간단한 구성의 신중도이다.
녹색 안료 일부의 박락과 변색이 보이고, 화면에는 부분적으로 뚫림과 함께 촛농으로 오염된 흔적을 볼 수 있다.
화면 하단 중앙쪽으로 화기란을 마련하여 조성연대, 봉안처, 화승, 시주자 등을 기록하였다.
화면의 중앙의 제석천을 중심으로 좌우 대칭을 이루며 제석천을 감싸듯 天部衆과 天女 등의 권속들이 빙 둘러 배치되어 있다.
제석천의 경우 원형의 頭光과 장방형 身光을 구비한 모습으로 정면을 향하여 두 손을 합장하고 있다. 두광은 짙은 암록색인 반면 신광은 토황색 에 가까운 밝은 갈색 바탕에 황색의 구불구불한 선과 직선을 반복적으로그어 마치 몸에서 빛이 방사하는 것처럼 처리하여 시선을 집중시키는 효과를 보인다.
한편 제석천 주위로는 관을 쓰고 笏을 든 왕 모습의 천부중 8위가 배치되었는데 하단에는 제석천을 향하여 ∧꼴을 이루며 좌우로 각 3위씩 6위를 두고, 상단 어깨 좌우로는 각 1위씩 2위의 천부중을 그려 놓았다. 천부중은 遠遊冠 형식의 관모를 쓴 상이 4위, 方形 또는 半月形 日月冠을 쓴 상이 4위로 일월관을 쓴 상의 경우 日宮天子와 月宮天子로 추정된다. 그리고 상단 천부중 옆으로는 幢幡을 들고 과일을 받쳐 든 天女의 모습이 보이며, 상단 중앙부 제석천 머리 위 좌우로는 幢과 扇을 들고 있는 두 명의 童女가 자리하였다.
왕의 모습을 한 천부중은 턱이 두툼하니 통통한 얼굴에 눈과 코를 가는 먹선으로 그리고 주위에 옅게 음영을 가하였는데, 눈동자가 대부분 가운데 쪽으로 몰려있어 해학적인 느낌이다.
채색의 경우 의복과 관 및 광배는 19세기 중반 이후에 주로 나타나는 탁한 赤色과 暗綠色이 주조를 이룬 반면, 각 존상의 피부색은 흰색에 가까울 정도로 밝게 처리하고 하늘 공간과 관 및 의복에 밝은 청색을 사용하여 환한 느낌을 준다. 천부중들이 들고 있는 홀과 관모에 부분적으로 金이 사용되고, 옷 위에 그려진 문양 일부에도 금을 사용하였다. 배경을 이루는 구름은 녹색과 밝은 갈색 구름으로 바름질을 가하여 입체감을 주고 있다.
화면 하단 중앙의 畵記의 내용으로 보아, 이 불화는 淸信女 乙未生趙氏妙法月과 乙巳生元氏의 시주로 光緖 16년인 1890년 도편수 긍조가 책임화승을 맡고 정익과 성전이 참여하여 조성되었음을 알 수 있다.
이 불화는 조성연대와 봉안사찰, 조성화원 등이 명확할 뿐 아니라, 19세기 후반 한성부와 경기도 지역의 제석천 중심의 신중도 도상을 살필 수 있는 자료로서의 의미가 있다고 하겠다. 또한 채색과 존상의 형태 등에 있어서도 19세기 후반의 양식특징을 잘 보여주고 있다. 이에 서울특별시 유형문화재로 지정하여 보호․ 관리하는 것이 바람직하리라 사료된다.

## 화기
大淸光緖十六年庚寅十月日三角山興天寺空花佛事

本寺他本幀畵上中幀合七軸改金改彩改粉尊像合六位

本月十六日神供二十五日夜點眼奉安于本寺

緣化所

證明 翠山錦哲 暎曇普潤

誦呪 懶庵允祚

金魚 都片手 亘照

模像 萬波定翼 錦城性典

鍾頭 沙彌法念

斗仁

茶角 沙彌法念

供司

比丘法泉

別供

淨桶 萬成

都監

比丘坦照

化主

施主 淸信女乙未生趙氏妙法月

坤命乙巳生元氏

## 참고 자료
- 흥천사 만세루 제석천도 - 국가유산청 국가유산포털